# IBM-kompatibilis PC
Az IBM-kompatibilis PC egy, az 1980-as évek óta létező, igen elterjedt és sikeres szabvány-család. Ide tartoznak a PC/XT, AT, ATX és PS/2 rövidítések is.
E cikk az IBM-kompatibilitás kérdésével és az abból eredő szabványokkal foglalkozik. Személyi számítógépek felépítése és története más cikkekben található.

## A szabvány alapja
Az 1980-as években az IBM egymást követően a PC, XT, AT és PS/2 személyi számítógép családot bevezette a piacra azzal a céllal, hogy
- a megbízható munkaeszköznek alkalmas gépek megfizethetőek legyenek személyi szinten is;
- a modulrendszerű gépek számos alkatrésze egy későbbi gépcsaládban is újrahasznosítható, és a meglévő gép pedig jelentősen, a következő gépcsaládot megközelítő mértékig bővíthető volt;
- a gépek hardver szempontból könnyen másolhatók, beszerezhetetlen speciális alkatrészeket nem tartalmaztak;
- a gépek alap szoftvere, BIOS-a jogilag védett volt, de nyilvánosan megvásárolható volt az úgynevezett kommentált BIOS lista, azaz a BIOS forráskódja részletes magyarázatokkal;
- alapkoncepció volt, hogy a korábbi gépeken futó, a kompatibilitási útmutatás szerint megírt alkalmazások (azaz a programok nem közvetlenül vezérlik a hardverkomponenseket, hanem BIOS-on keresztül, még ha ez lassabb is) az újabb gépeken is hibátlanul fussanak;
- az operációs rendszer és az alkalmazások szabadon megvásárolhatók voltak függetlenül attól, hogy azt eredeti IBM gépen futtatják-e majd.

A sorozat első tagját, az IBM PC-t, a BIOS kivételével könnyen beszerezhető sorozatgyártott alkatrészekből állították össze, például az Intel 8088 processzort használták a rendszer processzoraként, valamint videó, interrupt és periféria vezérlő integrált áramkörökön kívül minden más alkatrész a rádió- illetve elektronikai cégek által rendszeresen használt alkatrészek voltak, beleértve a HIFI rendszerekből ismert 5-pines DIN szabványú csatlakozót, amely a billentyűzet csatlakoztatására szolgált, továbbá a dupla tűsoros alaplapi Berg csatlakozót, amelyek a floppy meghajtók csatlakoztatására alkalmaztak.
A későbbi sorozatok klónozása a konkurens számítógép gyártóknak sem okozott problémát. A klónozás egyetlen akadálya a jogvédett BIOS volt.
A BIOS licenszelés problémáját azzal oldották meg, hogy néhány programozó jogilag ellenőrzött, izolált körülmények között írt egy olyan BIOS programot, amely működésében egyenértékű volt a jogvédett IBM BIOS-szal.
Ettől kezdve teljesen jogszerűen lehetett olyan gépeket gyártani és forgalmazni, amelyek hardverileg az eredeti IBM rendszerek hiteles másolatai voltak, és szoftverileg pedig 100%-osan kompatibilisek voltak azzal, az eredetivel egyenértékű BIOS-nak köszönhetően.
Az így gyártott másolatokat nevezik IBM-kompatibilis PC-nek, XT-nek és AT-nek. A PS/2 nem került széles körű másolásra, azonban innen származtatható a jelenleg is széles körben használatos ATX szabvány alapjai, illetve a PS/2 csatlakozó szabvány.
Maga az IBM-kompatibilis PC csak kváziszabvány, mivel a szokványos szabványokkal ellentétben egy konkrét cég konkrét termékeivel való gyakorlati kompatibilitásról van szó. A szabvány szó ez esetben azért alkalmazható, mert az IBM olyan szabványosra tervezte a személyi számítógépeit, amelyek másolatai kompatibilisek voltak egymással és ezáltal globálisan hamar elterjedtek megfizethetőbb áruk miatt.

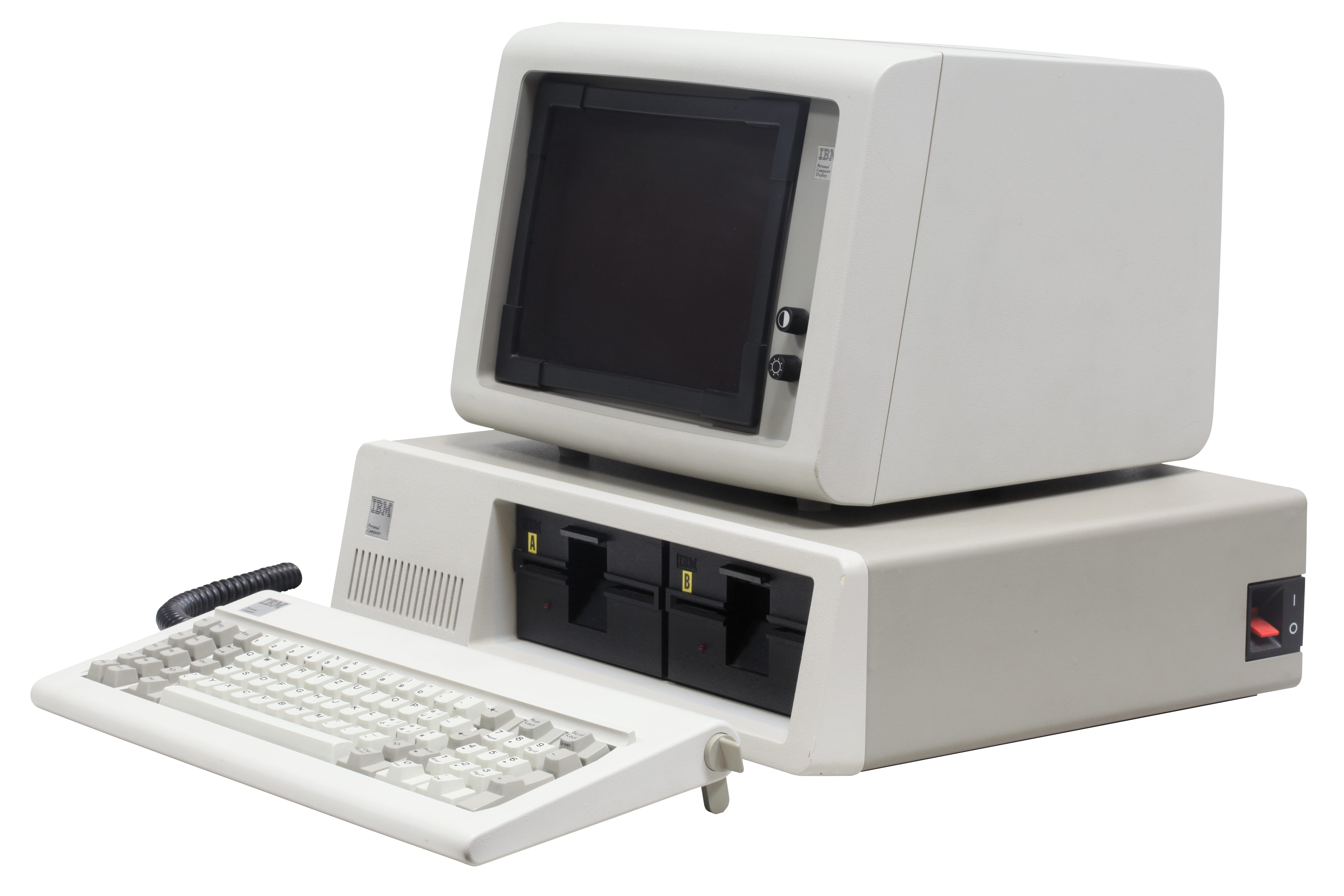
IBM PC (5150) személyi számítógép.
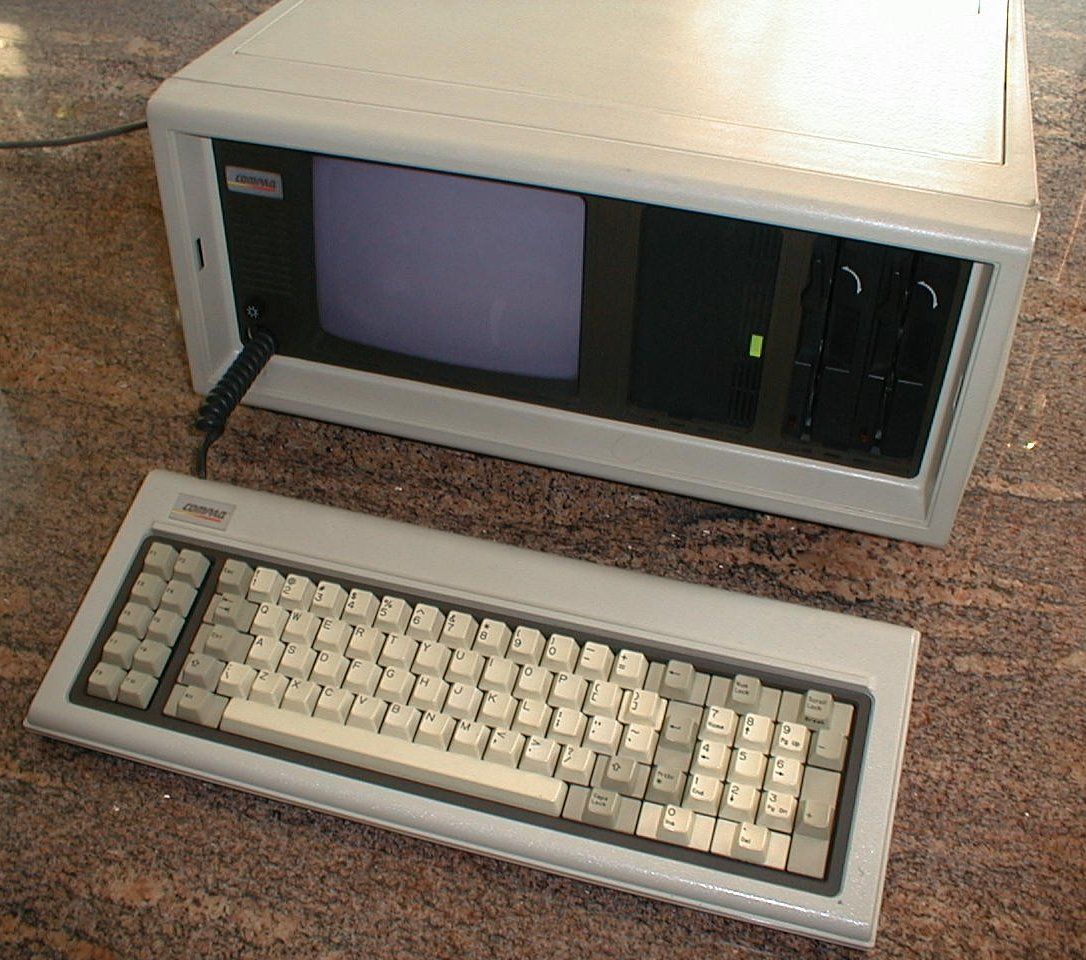
Compaq Portable, az egyik legelső sikeres (hordozható formájú) személyi számítógép, amely 100%-os IBM PC kompatibilitással rendelkezett.
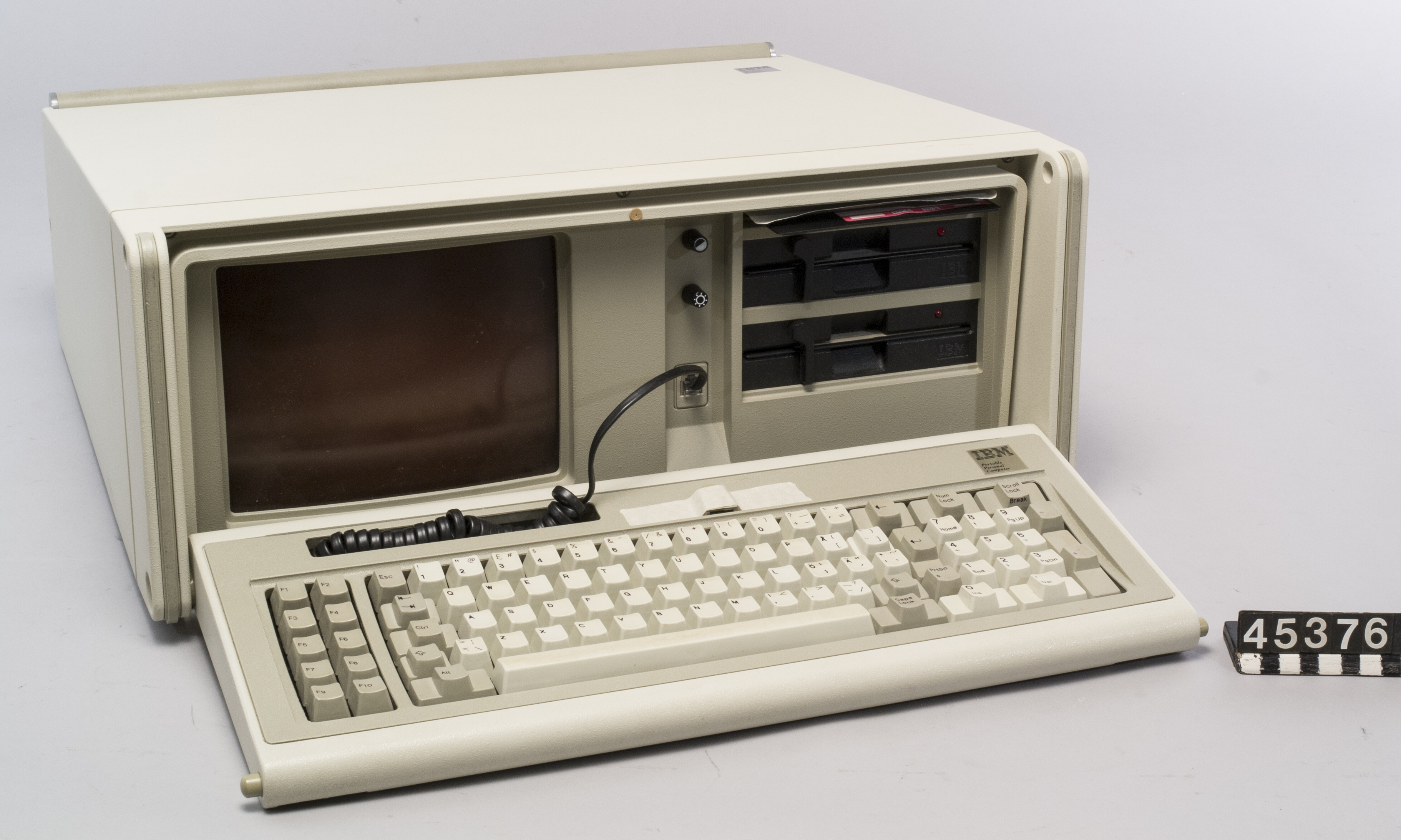
IBM Portable PC, az IBM legelső hordozható személyi számítógépe. A Compaq Portable vetélytársának szánták, de nem lett sikeres.
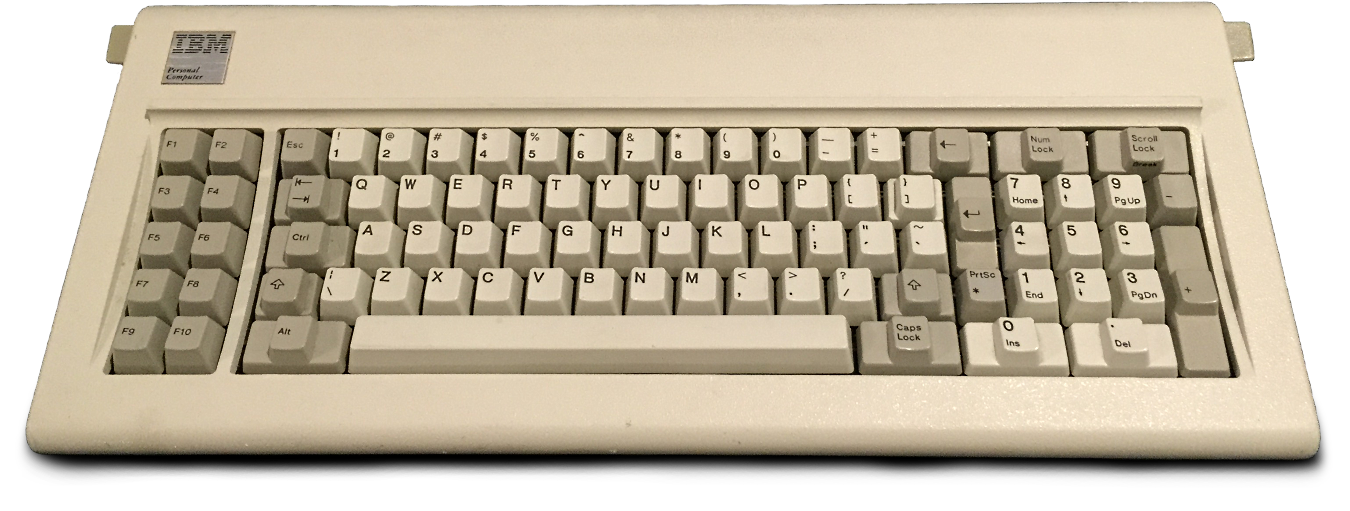
IBM Model F billentyűzet.

## Szabványtörténeti áttekintés
Az IBM PC (1981) egy 4,775 MHz-es Intel 8088 processzor alapú, alapkiépítésben 16 KiB memóriával, 160 kB floppyval, 80×25-ös karakteres MGA képernyővel és a szabványos irodai írógép billentyűzet geometriájával és kiosztásával kompatibilis igen profi billentyűzettel felszerelt személyi számítógép volt. Sem a tápegység teljesítménye, sem a BIOS-a nem támogatta merevlemezes tároló beépítését. Szokásos kiépítésben több memória és 360 kB floppy volt, valamint lehetőség volt 320×200 pixeles színes, CGA képernyőre is.
Operációs rendszerként kifejezetten erre a gépre fejlesztették ki a Microsoft MS-DOS-t azzal a szándékkal, hogy az akkor már ígéretesnek látszó Unix nagygépes operációs rendszerből minden olyan funkciót megvalósítsanak, amely egy ilyen kategóriás hardveren egyáltalán szóba jön. Ennek megfelelően az MS-DOS belső felépítése logikus és észszerű, programozása pedig intellektuális élvezet volt.
Kompatibilitására jellemző, hogy 27 év elteltével is a vadonatúj IBM-kompatibilis PC-ken is elindítható az MS-DOS. Közkeletű az az elgondolás, hogy mivel az újfajta hardverösszetevőkhöz már nem írták meg a meghajtókat, emiatt csak egy karakteres képernyőre és floppy meghajtására korlátozódó rendszert kapunk, kuriózum értékkel. Valójában azonban sok hardver elérhető a BIOS-on keresztül (pl. USB perifériák), egyébként pedig független fejlesztőktől rendre készülnek újabb és újabb driverek és runtime-ok DOS-ra NTFS-kezelőktől USB-drivereken át egészen az AC'97 szabvány támogatásáig, így még hang is produkálható modern rendszereken DOS alól (esetenként Windows-ra írt programok is elfuttathatóak, például az HX runtime segítségével). Mindemellett az SVGA szabvány visszafelé kompatibilis egészen a CGA-ig speciális driver nélkül is. Összességében tehát az IBM olyan szintű kompatibilitát tud felmutatni, amellyel egy olyan régi operációs rendszer, mint a DOS, teljes eredeti funkcionalitással, esetenként annál többel tud kezelni egy új számítógépet is.
Az IBM XT kevéssel tér el a PC-től: a BIOS-t felkészítették a merevlemezes meghajtó csatlakozását szolgáló kártyán lévő BIOS fogadására, és a tápegység teljesítményét növelték a beépíthető merevlemezek várható fogyasztásának megfelelően. E kezdeti kevés eltérés után az XT még sokáig fejlődött, csak 1991 környékén kezdett eltűnni. Turbó XT néven 8, 10, de 1991-ben még 33 MHz-es processzorral is ellátták. Memóriánál 1986/87 környékén általánossá vált az 512 vagy 640 kB, ez utóbbi az MS-DOS egy természetes korlátja. Érzékelhető különbséget jelentett a hardverileg 8 bites Intel 8088 helyett a vele szoftverileg kompatibilis 16 bites Intel 8086 processzor, illetve a NEC V20 és a NEC V30 processzor alkalmazása. Videókártya tekintetében lehetőség volt MGA, CGA helyett Hercules, EGA, majd VGA-ra, ez utóbbi akkoriban szokásos felbontása 640x480 volt.
Az IBM AT jelentős lépés volt a mai Unix-képes, azaz nagygépes irányba. Ennek kulcsa a processzor, hogy milyen mértékben támogatja a programok párhuzamos futását, és azok kölcsönös védelmét egymás véletlen vagy szándékos garázdálkodásától. Az első lépés még szerény volt: 6 MHz Intel 80286 processzor, amely az 1990-es évek elején halt ki, 25 MHz-es frekvenciánál. A 80286 alkalmas volt akkori háztartási elvárásokat kiszolgáló grafikus ablakozó rendszerek futtatására. Elvi áttörést jelentett 1986/87 tájékán az Intel 80386, az 1990-es évek elején tipikusan 33 MHz-es frekvenciával, mert ez a processzor már alkalmas egy Unix-kaliberű nagygépes operációs rendszer teljes értékű támogatására. Javarészt a 80386-nak köszönhető a nagygépes teljesítményt és minőséget megcélzó szabad szoftverek, mint például a BSD és Linux kifejlődése. Azonban a 80386-ból a Microsoft Windows is profitált, ha a 3.1-es verziót az úgynevezett enhanced mode üzemmódban indították, akkor képes volt elfogadható mértékben védekezni az elszabadult alkalmazások ellen.
Az IBM PS/2 a tápegység, alaplap és bővítőkártyák egymáshoz való viszonyában hozott újat. Megjelenésekor egy tipikus AT-ben 2, 3 vagy akár négy bővítőkártya állt az alaplapba merőlegesen bedugva. Voltak szép számmal erősen integrált alaplapok, amelyekbe tehát az említett bővítőkártyák funkciói eleve bele voltak integrálva. Csakhogy a szabványos doboz esetén a dobozon kívüli irányba szolgáló csatlakozók nem voltak elhelyezhetők magán az alaplapon. Ehelyett ezeket a külső csatlakozókat a bővítőkártyáknak szolgáló helyeken kellett kivezetni, belső csatlakozókábelek közvetítésével. A belső zsúfoltság csökkentésérnek tehát az lett a módja (ami manapság természetes), hogy az alaplap számára van hátul egy szabványos hely, ahová belső kábeles közvetítés nélkül, teljesen közvetlenül maga az alaplap tarthatja oda a külső csatlakozókat. Az PC, XT és AT-hez viszonyítva a PS/2 nem vált sok gyártó által követett szabvánnyá.
Történetileg az IBM-kompatibilitás fejlődése a továbbiakban elszakadt az IBM-től. A kompatibilitás hardver és szoftver ágra bomlott. Szoftver tekintetében a következő szabvány a Microsoft Windows kompatibilitás, illetve az azzal marketing kapcsolatba hozott multimédia PC kifejezés.
Hardver tekintetében, az IBM PS/2 és más gyártók egyedi modelljeinek (például Epson PC, 1987) előnyös és bevált tulajdonságaiból nőtt ki az ATX szabvány (Intel, 1995).

## A PC/XT szabvány

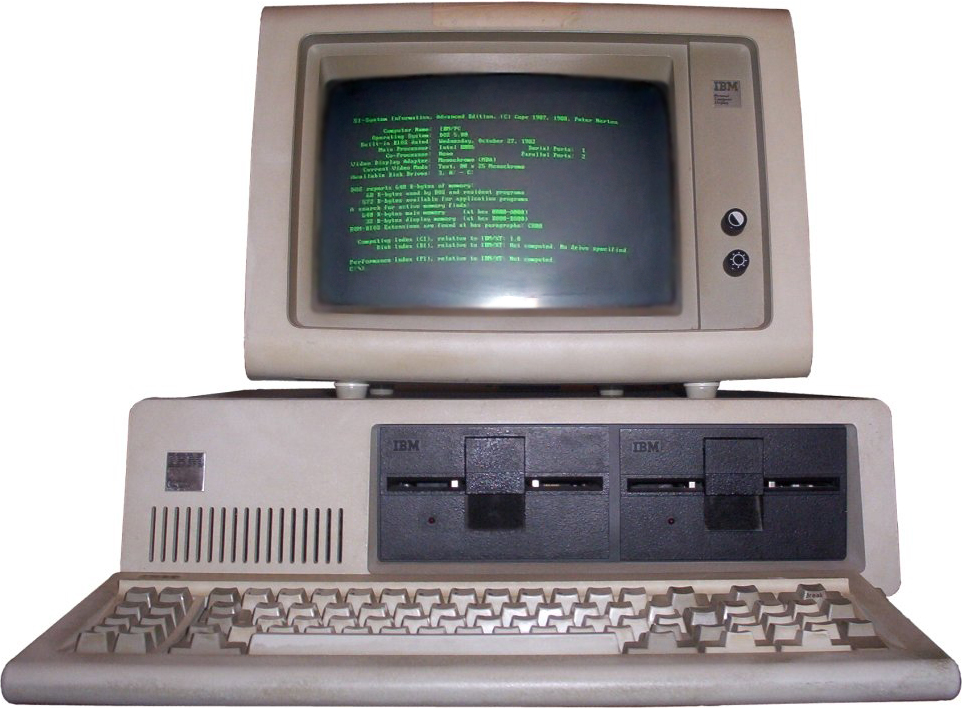
IBM PC, két teljes magasságú 5.25"-os floppyval és a klasszikus kiosztású PC billentyűzettel

A PC és XT szabvány geometriai értelemben mindenben azonos egymással. Az XT-nél a merevlemez befogadásának előkészítésére megnövelték a tápegység teljesítményét, és a BIOS-t felkészítették a merevlemezt illesztő kártya BIOS-ának szoftveres integrálására.
A PC/XT szabvány főbb jegyei:
- Moduláris felépítés. Főbb modulok: szabványos doboz, tápegység, alaplap a processzorral és memóriával, videó bővítőkártya, kombinált periféria vezérlő kártya (floppy, printer, modem és memória), merevlemez vezérlő kártya, floppy, merevlemez, billentyűzet, monitor és printer. E felsorolásban a billentyűzet, monitor és printer szerepeltetése azért korhű, mert annak idején sokféle próbálkozás volt az irodai munka gépesítésére, és születtek olyan kombinált megoldások is, amelyeknél a felsoroltak mind egybe voltak építve, egyes esetekben a printer nem. [forrás?]
- Tápegység tipikus teljesítménye PC esetén 65 W, míg XT esetén 135 W. A téglalap alakú tápegység a fekvő doboz jobb hátsó sarkában volt, és a benne elhelyezett ventilátor az egész házból "húzta ki" a meleget. A hálózati kapcsolót a tápegységgel mereven egybeszerelték úgy, hogy a doboz jobb oldalán hátul egy jó nagy, besüllyesztett és így védett kapcsolót lehetett mégis kényelmesen fel- és lekattintani. Az alaplapi tápegység csatlakozó két hatpólusú csatlakozóból állt, amelyekbe a különféle feszültségeknek megfelelő színű kötegelt vezetékek érkeztek, és e két anya típusú csatlakozót úgy kellett az alaplap egy sorban álló 12 csatlakozó tüskéjére rátolni, hogy a két csatlakozóban a fekete színű nulla vezetékek kerüljenek egymás mellé. Megfordítva a gép elvesztette működőképességét és garanciáját.
- Alaplapon 8 darab 8 bites ISA-slot bővítőkártyáknak. Az ISA busz kezdetben a processzor sebességén futott, de 8 MHz fölötti processzor sebességnél a korábbi bővítőkártyákkal való kompatibilitás érdekében visszafogták 8 MHz-re. Elterjedés egyik fő oka ezen ISA-slot-ok, amelyek nagy variálhatóságot biztosítottak.
- A processzor elterjedt 40 lábas DIP tokozású, mindenféle hűtőborda nélkül. A memória a manapság (2008) csak szerverkategóriában szokásos, paritásos rendszerű volt, és ennek megfelelően a DIP csomagolású és eleinte mindig csak 1 bit széles memória csipeket kilencesével dugták az alaplapokba. Mai szemmel további érdekesség, hogy memória tekintetében nemhogy nem volt cache az alaplapi memória irányába, de még az ISA-slot-okba helyezett bővítőkártyákon lévő memória is az alaplapival azonos sebességgel volt elérhető, azaz minden egységesen lassú, vagy gyors volt, ez utóbbi nézőpont kérdése.
- A videókártyák kezdetben szerények voltak, az eredeti monokróm kártyának nem is volt grafikus üzemmódja, csak 80x25-ös karakteres. Eleinte három, felbontásilag és videó üzemmódilag egyértelműen definiált kategória volt, az MGA, a CGA és az EGA. Ehhez csak később jött az igen rugalmasra definiált VGA.
- Floppy a PC tervezési időszakában, 1981-ig 160 kB (egyoldalas, 8 szektor, 40 track) volt, de tipikussá a 360 kB (kétoldalas, 9 szektor, 40 track) vált. Printer a 25 pólusú Centronix, modem a 9 pólusú soros porton keresztül csatlakozott.
- Merevlemez a PC/XT korszakban az úgynevezett MFM technikával és a mai adattárolási sűrűség töredékével dolgoztak. Mégsem ebből következik a merevlemezek akkori legnagyobb problémája, a viszonylagos megbízhatatlanság. A legfeljebb 8 MHz-n futó ISA buszt akkoriban időzítési gondok elkerülése miatt nem vállalták egy sokerű lapos kábelen hosszabban elvinni a merevlemezig. Ehelyett a merevlemez belső vezérlésének a fele kint volt a vezérlőkártyán. Így viszont a merevlemez szemszögéből kényes időzítésű adatok utaztak a vezérlőkártya és a merevlemez között. Ebből következően általában megbízhatatlansághoz vezetett, ha egy merevlemezt a vele együtt használt vezérlőkártya nélkül költöztették át egy másik gépbe.
- A billentyűzet a maiakhoz képest minőségében is, dinamikájában is és az egyes billentyűk elhelyezkedésében is mesterműnek számít. Minőség IBM módra a profi irodai munkából indult ki, azaz semmi sem lehet elég drága ahhoz, hogy végül a billentyűzet miatt legyen rossz a munkavégzés. Ennek megfelelően nem fólia kapcsoló, nem mechanikus kapcsoló, hanem kapacitív távolság érzékelő. Dinamika tekintetében a billentyűk finoman, de mégis a normál írógépre emlékeztető kényelmes módon jártak. A billentyűzetkiosztás pedig a mainál egy nagyságrenddel bölcsebb: vakon, odanézés nélkül megtalálható volt minden egyes segédbillentyű is, beleértve az F1, F2, … F10 billentyűket is.
- A szabványnak nem része, hogy pontosan milyen képernyő és printer csatlakozik, csak az adott jelek feldolgozására képesek legyenek. Akkoriban a 9 vagy 24 tűs mátrix printerek voltak a legelterjedtebbek és a katódsugárcsöves monitorok 12 colos képátlóval. Az alkalmazói szoftvereknél, ha az ember többet akart a mindenütt elérhető minimumnál, akkor természetesen probléma volt, hogy pontosabban mit is tud a printer illetve a monitor és a monitort vezérlő kártya.

A PC/XT szabványról bővebben:
- [forrás?]

## Az AT szabvány
Az AT (Advanced Technology) az IBM-kompatibilis PC-knél a 6 MHZ-es 286-ostól kezdődően alkalmazták, nagyjából a 300-500 MHz-es kaliberű processzorokkal (Intel Pentium II és AMD K6) bezárólag. Elterjedését segítette az is, hogy az XT kaliberű gépek gond nélkül beszerelhetők voltak AT dobozba.
Az AT szabványnak két fő verziója van: az eredeti úgynevezett Full AT (1984) és a Baby AT (1985).
A Full AT főbb jegyei:
- Az eredeti AT fejlettebb funkcióit az eredeti PC-hez hasonlóan többségében nem célorientált, hanem teljesen általános célú TTL alkatrészekből építették fel. Emiatt az alaplap helyigénye nagyobb, és a doboz belseje ezt tükrözi. A helyigényt az is növelte, hogy a processzor képességeihez már a PC/XT-hez elegendő 8 bites ISA busz helyett 16 bites AT busz dukált. Kisebb frekvenciákon a processzor nem igényelt aktív hűtést, általában csak egy hűtőborda volt felszerelve.
- A tápegység a korábbi téglatest alakú PC/XT táppal ellentétben egy feje tetejére állított L betűre hasonlít, hogy az AT alaplap a hátsó billentyűzetcsatlakozótól jobbra is kiterjedhessen, a tápegység beszögellésébe. Ettől eltekintve a PC/XT-hez képest csak egy további lényegi eltérés van: az alaplap felé menő csatlakozó egyik 5 V-os pólusát átdefiniálták Power Good jellé. Ezen a póluson csak akkor jelenik meg az 5 V, ha a tápegység deklarálni akarja, hogy már az összes feszültségszint stabilizálódott, azaz túljutott a bekapcsolási tranziensen. Az átdefiniálás célja az volt, hogy a csatlakozón ne kelljen érdemében változtatni. Tehát a csatlakozó leírása és szerelési problémája azonos a PC/XT-nél leírtakkal.
- Floppynál megjelent az 1,2 MB kapacitású (kétoldalas, 15 szektor, 80 track), később az 1,44 MB kapacitású (kétoldalas, 18 szektor, 80 track).

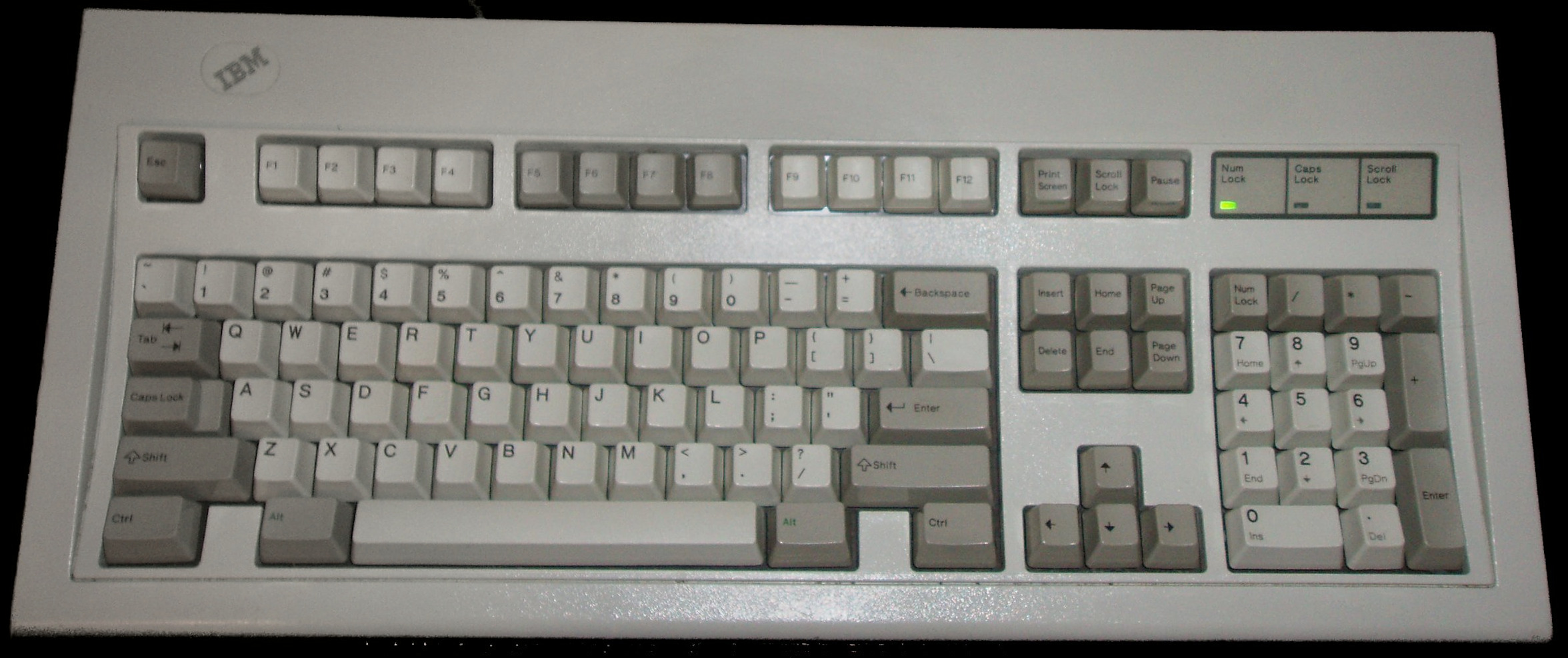
AT billentyűzet, rendes méretű szóköz billentyűvel, mert még nem veszi el a helyet a három alig használt új billentyű

- Billentyűzetnél a rövid kezdeti időszak után hamar megjelent a manapság közismert billentyűzetkiosztás, azaz az F1, F2, … F10 billentyűk felülre egymásmellé kerültek, és az írógép klaviatúra és a numerikus pad közé beékelődött a kurzorvezérlés. Megváltozott a billentyűzet és az alaplap közti protokoll is. Ennek megfelelően sokáig kaphatók voltak az olyan XT/AT billentyűzetek, amelyek alján volt egy kétállású kapcsoló a két protokollnak megfelelően. Aztán elterjedtek az olyan billentyűzetek, amelyek automatikusan érzékelték, hogy melyik protokollal kell az alaplapnak válaszolni.

A Baby AT variáns eltérései:
- Idővel az alaplap integráltsági szintjét növelték, így az AT alaplap már elfért a szokásos régi XT alaplapok helyén. Ezt tükrözi a geometriai változás. Gép feljavítási gyakorlat volt az XT alaplapot AT-re cserélni, ezt segítette, hogy számos AT alaplap a bekapcsoláskor képes volt a Power Good hiányában is várni több másodpercet, hogy a régi XT tápegység addigra stabilizálódhasson.
- A fekvő doboz szélességét csökkentendő, az L alakú nagy tápegységről nem a szokásos, viszonylag széles XT tápegységre tértek vissza, hanem a későbbi ATX-nél szokásos kisebb méretet választották, mert a egyre nagyobb teljesítményt egyre kisebb helyen tudták konvertálni. Lényeges és kissé balesetveszélyes változtatás volt, hogy a nagyfeszültségű ki/be kapcsolót mechanikailag elválasztották a tápegységtől, és egy mintegy másfél arasznyi kötegelt négy vezetékkel előrehozták a doboz előlapjára egy kétsarkú nagyfeszültségű kapcsolóhoz. A kapcsolóhoz sarukkal csatlakoztak, amelyekre szigetelő műanyag volt húzva. A veszély abban állt, hogy esetleg ez a műanyagfedés picit elcsúszik, és egy nyitott dobozos futáspróba közben máris kéznél volt a nagyfeszültség.
- Megjelentek az álló dobozok, nem csak Baby AT kivitelben, hanem megnövelt magassággal is, hogy az esetben több merevlemez és más meghajtó férhessen a dobozba.

Az AT szabványról bővebben:
- [forrás?]

## További AT-kompatibilis szabványok

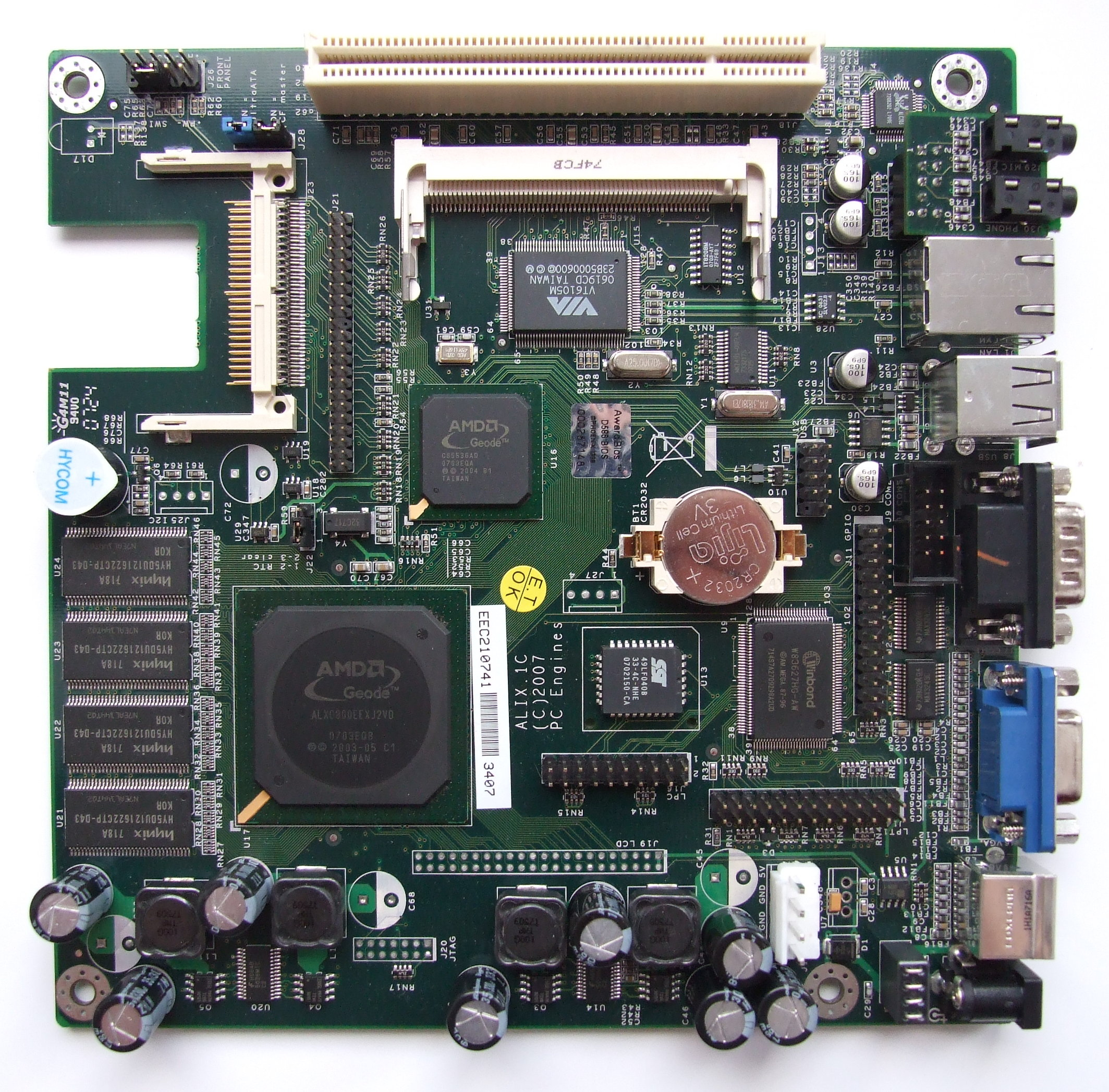
Mini-ITX alaplap, a kép jobb oldala felé van a gép háta, megfigyelhető a sarkoknál az immár negyed évszázada ugyanoda pozicionált négy felrögzítőhely

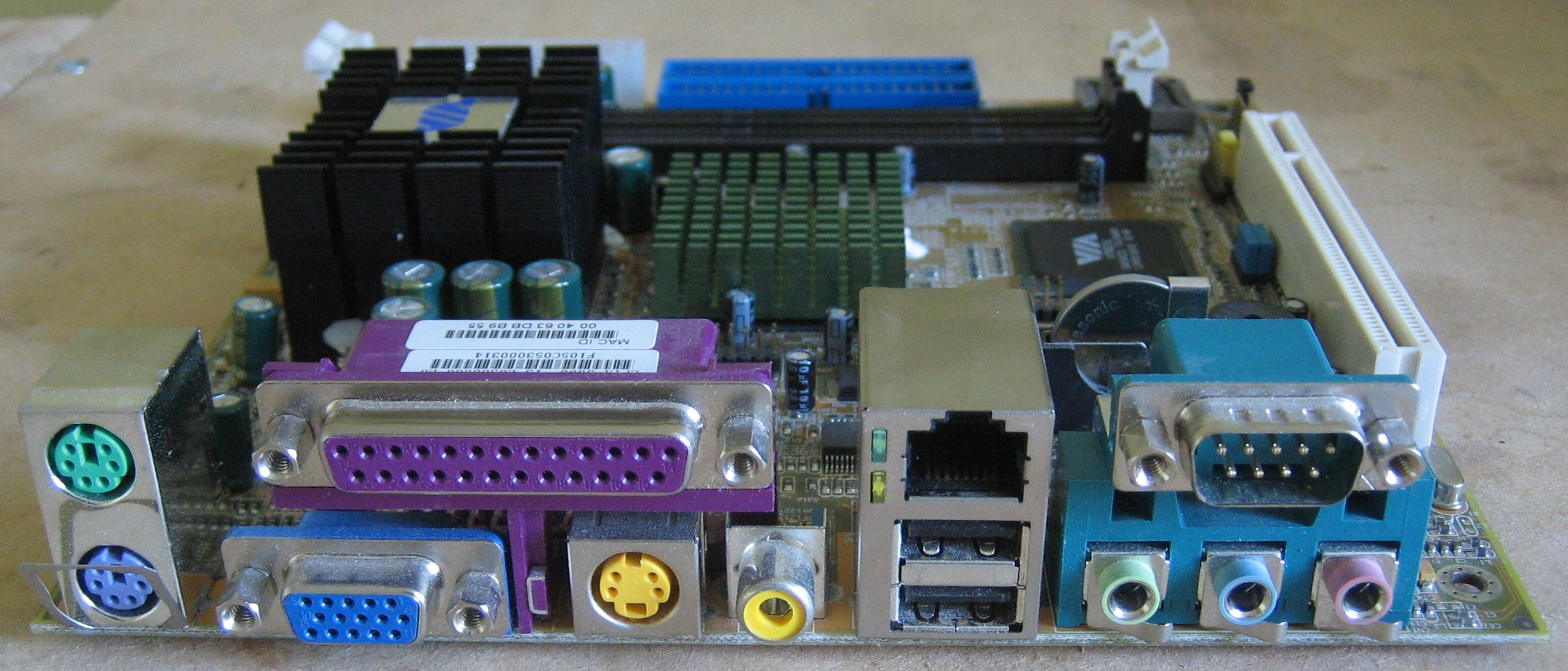
Mini-ITX alaplap hátulnézetből, éppcsak elférnek a csatlakozók

Az eredeti AT szabványnál az alaplapon a billentyűzet csatlakozó és az első bővítő hely között hátul volt egy nagyjából 17 cm X 17 cm-es terület, amelynek a sarkainál majdnem négyzetesen elhelyezkedett négy alaplap-felrögzítési pont, amelyből az egyik oly jellegzetesen kissé beljebb volt, éppen a billentyűzet csatlakozó miatt. Nos, doboz és alaplap geometriai szabványok az AT 1984-es megjelenése óta jöttek/mentek, de ennek a négy csavarnak a geometriai pozíciója, és hozzájuk képest az első bővítőhely pozíciója maradt mind a mai napig, azaz lassan negyed évszázada.
Az ATX szabvány első változatát az Intel dolgozta ki 1995-ben.
A 2001-ben megjelent Mini-ITX felülmúlhatatlan egyedisége abban áll, hogy az alaplap éppen akkora, hogy a négy sarkánál fogva beszerelhető bármely ATX dobozba. Természetesen ezen alaplapokat inkább a speciálisan nekik szánt kisebb dobozokba szerelik és a nekik elegendő kisebb tápegységekre kötik.

## Multimédia PC
Az 1990-es évek derekán szerteágazóvá vált, hogy egy IBM-kompatibilis PC-be valójában mit is szerelnek bele. Ez megnehezítette a multimédiás szoftverek vásárlását, mert a legtöbb vevő számára gondot jelentett az üzletben eldönteni, hogy az ő gépe alkalmas-e a kiszemelt szoftver futtatására. Többek között e probléma áthidalására alkottak meg gépkategóriákat, mint PC 95, PC 97, PC 98 és PC 99. Az ezredfordulón ismét változott a helyzet: számos kitétel okafogyottá vált, mert a gépek többsége eleve teljesítette. Ugyanakkor előtérbe került a videókártya és a videokártyát meghajtó szoftver képessége, illetve annak kategorizálása. Például, hogy DirectX milyen magas verziójára képes.